# قارياغدي
قارياغدي هي قرية في مقاطعة مياندوآب، إيران. عدد سكان هذه القرية هو 1,821 في سنة 2006.